# Sainzhargalyn Niam-Ochir
Sainzhargalyn Niam-Ochir –en mongol, Сайнжаргалын Ням-Очир– (Tes, 20 de julio de 1986) es un deportista mongol que compitió en judo.
Participó en los Juegos Olímpicos de Londres 2012, obteniendo una medalla de bronce en la categoría de –73 kg. Ganó una medalla en el Campeonato Mundial de Judo de 2015, y dos medallas en el Campeonato Asiático de Judo en los años 2009 y 2013.

## Palmarés internacional
| Juegos Olímpicos    | Juegos Olímpicos      | Juegos Olímpicos  | Juegos Olímpicos |
| Año                 | Lugar                 | Medalla           | Categoría        |
| ------------------- | --------------------- | ----------------- | ---------------- |
| 2012                | Londres (Reino Unido) | Medalla de bronce | –73 kg           |
| Campeonato Mundial  |                       |                   |                  |
| Año                 | Lugar                 | Medalla           | Categoría        |
| 2015                | Astaná ( Kazajistán)  | Medalla de bronce | –73 kg           |
| Campeonato Asiático |                       |                   |                  |
| Año                 | Lugar                 | Medalla           | Categoría        |
| 2009                | Taipéi (Taiwán)       | Medalla de bronce | –73 kg           |
| 2013                | Bangkok (Tailandia)   | Medalla de plata  | –73 kg           |